# Kamilówka
Kamilówka – wieś w Polsce położona w województwie łódzkim, w powiecie opoczyńskim, w gminie Sławno.
| SIMC    | Nazwa       | Rodzaj    |
| ------- | ----------- | --------- |
| 0551830 | Władysławów | część wsi |

W latach 1975–1998 miejscowość administracyjnie należała do województwa piotrkowskiego.
Wierni Kościoła rzymskokatolickiego należą do parafii św. Geroncjusza i Wniebowzięcia NMP w Sławnie.